# La ragazza più fortunata del mondo
La ragazza più fortunata del mondo (Luckiest Girl Alive) è un film del 2022 diretto da Mike Barker.
Il soggetto è tratto dall'omonimo romanzo di Jessica Knoll che è anche sceneggiatrice della pellicola.

## Trama
Nella New York del 2015, la giovane Tiffani Fanelli (detta da tutti "Ani"), una sveglia e rispettata giornalista per una rivista "femminile", sembra avere una vita perfetta, fatta di carriera, denaro, tanti amici e una famiglia che la sostiene: tuttavia, in procinto di sposare il suo ragazzo, il bello e ricco Luke, un giorno la donna incontra il giovane Aaron Wickersham, un regista di documentari, che ha intenzione di girare un cortometraggio su una sparatoria avvenuta anni fa nella vecchia scuola superiore di Ani, da cui lei riuscì incredibilmente a sopravvivere, appena 18enne. 
Aaron la informa anche che un suo ex compagno di classe, Dean Barton, che ora è divenuto uno scrittore di successo e sostenitore del controllo delle armi nel Paese, dopo essere rimasto costretto in sedia a rotelle a causa dell'incidente a scuola, ha accettato di partecipare. Ani però, sentendo il nome di Dean sembra turbarsi, infatti afferma di non voler essere coinvolta e declina la proposta.
Più tardi Luke informa Ani che il suo capo gli ha offerto l'opportunità di trasferirsi a Londra, e suggerisce alla fidanzata di frequentare lì un corso per poter iniziare a scrivere per sé stessa, in maniera indipendente. Lei è d'accordo, ma soltanto perché spera un giorno di lavorare al New York Times.
Adesso la storia inizia ad alternare presente con flashback del 1999, quando Ani aveva 17 anni: qui la si vede unirsi alla prestigiosa Brentley School, dove fece subito amicizia con un gruppo di studenti molto popolari, tra cui Dean ed i suoi amici Liam e Peyton. Presto, però, si scopre che Ani, alla fine di un'enorme festa tra confraternite, fu violentata in gruppo dai 3 mentre era in stato di ebbrezza. La ragazza rivelò l'orrendo fatto al signor Larson, un professore dagli ottimi rapporti con gli studenti, che la incoraggiò a parlarne con sua madre, l'eccentrica e noncurante Dina, cosa che Ani rifiutò.
Il passato di Ani inizia perciò a tornare a perseguitarla, il che inizia a trascurare e deteriorare la sua relazione con Luke.
Il regista Aaron più tardi parla ad Ani dell'intenzione di Dean di incontrarla per scusarsi davanti alle telecamere; lei è d'accordo, a condizione che però Aaron li tenga separati per tutto il tempo, finché lei non è pronta. Nel frattempo, Ani lotta anche con il difficile rapporto con la madre Dina, che afferma di aver sempre trovato Ani una ragazzina viziata e difficile, alludendo al fatto che ella sta sposando Luke solo per i suoi soldi.
Durante le riprese del documentario, Dean si presenta inaspettatamente in anticipo e Ani, rivedendoselo davanti , fugge in preda al panico.
Si vede la giovane Ani lottare perennemente per affrontare il trauma della violenza, non molto tempo dopo, avvenne la famosa e tragica sparatoria a scuola, perpetrata dal migliore amico di Ani, Arthur e dal suo amico Ben, che punirono tutti e 3 gli stupratori della ragazza, uccidendo sia Liam che Peyton e sparando alle gambe di Dean, lasciandolo per sempre impossibilitato a camminare.
Prima dei funerali dei 2 giovani, ai quali partecipò tutta la scuola, Dean colpì un'ultima volta Ani nel profondo, dicendo in giro che la ragazza aveva continuato a fare sesso con lui e aveva inoltre aiutato i fidati amici Arthur e Ben a pianificare la sparatoria. Di conseguenza, Ani venne per tanto tempo evitata da tutti, inclusa Dina, che l'accusò di aver "incitato quei ragazzi" a stuprarla bevendo troppo e vestendo abiti troppo corti, ma rivelandosi soltanto agli occhi di Ani una persona orribile, incapace di comprendere e supportare la figlia nella sua lotta contro tutti, cosa che un genitore dovrebbe sempre fare.
Tornando nel 2015, durante la pubblicazione del nuovo libro di Dean è presente anche Ani che, vincendo le sue resistenze, lo avvicina in privato. L'uomo dimostra di non essere affatto cambiato come vuol far credere al suo pubblico, mostrando poco rimorso per quello che fece dicendosi disposto a scendere a patti per ritrattare la presunta partecipazione di Ani alla preparazione della sparatoria. Ani, più determinata che mai a vendicarsi, gli dice di essere anche lei una vittima, ma di non essere mai stata trattata come tale, a differenza sua, e Dean finalmente ammette di averla violentata.
Dopo aver segretamente registrato la loro conversazione, cosa che fa dedurre che Ani otterrà finalmente giustizia contro Dean, la donna se ne va a testa alta. Decide di condividere la propria esperienza a tutti, e finisce per scrivere un pezzo per il New York Times, che al suo capo piace, avendo anche lei subìto violenza.
Alla loro cena prima del matrimonio, Ani apprende che il suo articolo verrà pubblicato sulla testata newyorkese, con grande sgomento di Luke, che dice di aver preferito vederla denunciare il fatto privatamente. Ani allora confessa suo malgrado di averlo usato per fuggire il suo passato, ponendo fine alla loro relazione apparentemente felice. 
Ani finalmente inizia ad andare avanti: con l'articolo che diviene presto un successo, la donna conosce le esperienze di tante altre donne che le raccontano delle loro aggressioni sessuali, e finalmente è pronta per perseguire la sua brillante carriera al New York Times.

## Produzione
Già nell'agosto del 2015, è stato annunciato che la Lions Gate aveva acquisito i diritti del romanzo La ragazza più fortunata del mondo di Jessica Knoll, con Reese Witherspoon come produttrice, tramite la sua società Pacific Standard. Tuttavia, il progetto è stato scartato e lasciato da parte per anni a causa di conflitti di programmazione ed un budget insufficiente.

### Cast
Finalmente dopo 6 anni, nel febbraio 2021, è stato annunciato che il film si sarebbe fatto, con Mila Kunis nel ruolo di coproduttrice e della protagonista Ani, Mike Barker alla regia e Netflix per la distribuzione in tutto il mondo. Nel luglio dello stesso anno, la maggior parte del cast si è formata, vista la partecipazione, tra gli altri, Finn Wittrock, Scoot McNairy, Chiara Aurelia (nel ruolo di Mila Kunis da ragazza), Thomas Barbusca, Justine Lupe e Jennifer Beals.

### Riprese
Le riprese del film sono iniziate a giugno del 2021 in Ontario, a Toronto, per poi venir spostate negli Stati Uniti e concluse nel settembre successivo a New York, ambientazione vera della storia.

## Distribuzione
Il film è stato distribuito in limitate sale cinematografiche statunitensi dal 30 settembre 2022, mentre in tutto il mondo sulla piattaforma Netflix, a partire dal 7 ottobre.

## Accoglienza

### Critica
Sul sito web Rotten Tomatoes, il film riceve il 43% delle recensioni professionali positive, con un voto medio di 5,5/10, basato su 49 recensioni.
Su Metacritic invece, il film ottiene un punteggio medio di 54 su 100, basato su 15 critiche, indicando "recensioni contrastanti o nella media".
The Guardian, assegnando un basso voto di 2 stelle su 5, ha definito il film "un adattamento vuoto [del romanzo], che presenta un gran cast ma priva anche il romanzo del suo spirito sarcastico, corrosivo, e delle osservazioni acute delle persone in carriera a New York, con un brutto risultato vuoto e mai all'altezza".
Anche il critico cinematografico Roger Ebert, offrendo una valutazione di 1 sola stella su 4, non ha apprezzato affatto il film, scrivendo: "Esso non solo mette in scena una realtà scolastica di cattivo gusto, ma ha pure il coraggio di usarne una finta come sfondo sfruttando anche il trauma dello stupro in nome di una ragazza in carriera". Il New York Times ha apprezzato il film soltanto in parte, criticando l'interpretazione di Mila Kunis ma elogiando la regia di Barker, per poi scrivere: "La 'femmina alfa' di Mila Kunis appare allo stesso tempo feroce ma anche una finzione ben vestita. Il film è stata sicuramente una fortunata occasione per il regista Mike Barker, che ha la sfida quasi impossibile di fondere il tono dal sarcasmo alla più cruda verità."